# Психологија религије
Психологија религије се састоји од примене психолошких метода и интерпретација религиозних традиција на религиозним и нерелигионзним индивидуалцима. Ова наука покушава да тачно опише детаље, порекла и сврху религиозних уверења и понашања. Иако се психологија религије издвојила као засебна дисциплина тек крајем 19. века, сва ова изучавања су се вршила и вековима пре тога.
Многе области религије остају недовољно истражене од стране психологије. Религија и духовност су значајне у животу многих људи али је и даље неразјашњено како они некада доводе до позитивних, а некада до негативних резултата. Стога је потребно даље истраживање ових појава. Наставак дијалога између психологије и теологије може довести до бољег разумевања и напретка обе дисциплине.
Филозофија религије обрађује на филозофски начин материјал који јој пружају психологија религије и историја религије. Психологија религије испитује религију у субјективном смислу или религиозност, побожност. Психологија религије не може решити проблем религије, али му се највише може приближити истражујући психичку природу религиозних процеса или религиозних функција. Као емпиријска наука, психологија религије може и треба да буде независна од филозофије и да религиозне појаве изучава независно од филозофског питања њихове вредности и истинитости. Психологија религије је неопходна за познавање раличитих питања религиозности као и за разумевање историје религије.

## Историја

### Вилијам Џејмс
Амерички психолог и филозоф Вилијам Џејмс (1842-1910) је био председник Америчке асоцијације психолога и има велики утицај на психологију религије. Његово дело Врсте религиозног искуства се сматра класичним делом у овом пољу и референце на Џејмсове идеје су уобичајене на професионалним конференцијама.
Џејмс прави разлику између институционалне и личне религије. Институционална религија се односи на религиозну групу или организацију и игра велику улогу у култури друштва. Лична религија, у којој индивидуал доживљава мистично искуство, се може искусити без обзира на културу. Џејмса је највише интересовало разумевање личног религиозног искуства.
Проучавајући лична религиозна искуства, Џејмс је направио разлику између здраворазумске и душевно болесне религиозности. Индивидуе које су наклоњене здравом разуму имају тенденцију да игноришу зло у свету и да се концентришу на позитивне и добре ствари. Џејмс је искористио примере Волта Витмана и религиозног покрета "Ново мишљење" да би илустровао здрав разум у Врстама религиозног искуства. Индивидуе које теже ка душевно болесној религиозности су неспособне да игноришу зло и патњу, и имају потребу за уједињујућим искуством, религиозним или не, да би помирили добро и зло. Џејмс је користио цитате Лава Толстоја и Џона Бањана да би илустровао душевну болест.
Вилијам Џејмсова хипотеза о прагматизму произилази из ефикасности религије. Ако индивидуалац верује и практикује религиозне активности и те активности имају резултата, онда та пракса може бити добар избор за тог индивидуалца. Међутим, уколико процес религије има малу ефикасност, онда нема рационалног разлога за наставак те праксе.

### Остали рани теоретичари

#### Г. В. Ф. Хегел
Хегел (1770-1831) је описао све системе религије, филозофије и друштвених наука као изразе исконског порива свесног бића да учи о себи и свом окружењу, бележећи своје хипотезе и открића. Стога, религија је само облик те потраге за сазнањима у оквиру ког људи бележе различита искуства и размишљања. Његово дело Феноменологија духа је студија о томе како различити типови писања и размишљања користе индивидуална и групна искуства са различитих поднебља, утичући на тренутна сазнања и погледе на свет који су устаљени у популацији. Ова активност је функционисање једног некомплентног групног ума, где сваки индивидуалац приступа забележеним сазнањима других. Његови радови често укључују и детаљне описе психолошких мотивација које утичу на мишљење и понашање као, на пример, борба једне заједнице или нације да спозна саму себе и стекне суверенитет. У Хегеловом систему, религија је једно од главних складишта мудрости која се користи у овим борбама, представљајући велики скуп сећања на људску прошлост у њеним различитим фазама.

#### Зигмунд Фројд
Зигмунд Фројд (1856-1939) је дао објашњења о развоју религије у више својих дела. У делу Тотем и табу применио је теорију о Едиповом комплексу (који подразумева нерешена сексуална осећања, на пример, сина према својој мајци и нетрпељивост према оцу) и поставио његово настајање у примарну фазу људског развоја.
У делу Мојсије и монотеизам, Фројд је реконструисао библијску историју у складу са својом општом теоријом. Његове идеје су развијане и у делу Будућност једне илузије. Када је Фројд говорио о религији као о илузији, он је инсистирао да је она фантастична структура од које човек мора бити ослобођен да би достигао зрелост.
Фројд види идеју Бога као једну верзију очинске фигуре, а религиозна уверења као неуротична и инфатилна у самој својој основи. Фројд је веровао да је ауторитарна религија дисфункционална и да отуђује човека од самог себе.

#### Карл Јунг
Швајцарски психоаналитичар Карл Густав Јунг (1875-1961) усвојио је веома другачији став, онај који је приврженији религији и позитивном схватању религиозног симболизма. Јунг је сматрао да на питање постојања Бога психолози не могу наћи одговор и усвојио је врсту агностицизма. 
Јунг је тврдио, као додатак индивидуалном несвесном (угрубо усвајајући Фројдов цонцепт), колективно несвесно, које је складиште људског искуства и које садржи „архитипове” (основне слике које су универзалне и које се понављају без обзира на културу). Он је видео прелажење ових слика из несвесног у свесно као основу религиозног искуства и уметничке креативности.
Јунг је имао веома широко схватање тога шта значи бити емпиријски. Претпоставимо да једна особа чује нешто док неко други у близини те особе не чује ништа. Ако само једна особа опази нешто, Јунг то сматра емпиријским опажањем. Многи савремени научници ово не би сматрали емпиријским опажањем. Из ових разлога је било јако мало истраживања психологије религије из Јунгове перспективе.

### Модерни мислиоци

#### Ален Бергин
Ален Бергин је запажен због свог научног рада „Психотерапија и религиозне вредности” из 1980. који је одговоран за научно прихватање да религиозне вредности заиста утичу на психотерапију у пракси. 1989. је примио награду за истакнуте професионалне доприносе знању од стране Америчке асоцијације психолога и запамћен је по томе што је преиспитивао психолошке догме да би нагласио важност религиозних вредности у психотерапији.

#### Роберт Емонс
Роберт Емонс је 1999. изнео теорију о „духовним тежњама” која је подржана емпиријским истраживањима и која тврди да духовне тежње подстичу интеграцију личности зато што оне постоје на вишем нивоу личности.

## Задатак психологије религије
Предмет психологије је субјективни религиозни живот, религиозна свест, различити облици религиозних осећања, мишљења и хтења. Она треба да се задржава само на посматрању и утврђивању чињеница религиозног душевног живота. Она треба да испита како се манифестују религиозна осећања и какав утицај имају на духовну активност. Психологија религије као посебна емпиријска наука која истражује чињенице религиозног живота је скоријег датума. Она је настала онда када се почело указивати на стварне религиозне појаве, на религиозни живот који се крије иза апстрактних појмова филозофије религије и теологије. Крајем 19.века, тачније 1899. Године јављају се у Америци прва психолошка истраживања под именом психологија религије. Док се назив није одомаћио говорило се о верској, па чак и о светској филозофији. Психологија покушава научно схватити душевни живот религиозног човека, открити природу религиозних појава које су најдубље и најскривеније у човековој души, њихове односе и везе са осталим душевним појавама. Предмет психологије је религиозна душа, религиозна свест, религија у субјективном смислу. Задатак опште психологије је испитивање религиозности као субјективног доживљавања. То је психологија побожности, психологија религиозних осећања и мисли (представа) и психологија религиозних радњи (култа, молитве, жртве). Специјална (посебна) психологија испитује различите облике религиозне свести и религиозне типове (религијска типологија). Поред поделе на општу и посебну психологија религије се може поделити и на индивидуалну(која испитује религију као душевни појав појединих индивидуа, њен утицај и манифестације) и социјалну (испитује религиозне појаве као социјалне појаве, као производ колективног духа).

## Методи психологије религије
Питање методе научног истраживања од највећег је значаја, нарочито у психолошкој науци, с обзиром на тешкоће интроспекције (унутрашњег посматрања) или самопосматрања који је главни извор психолошког сазнања. До најновијег времена највише је употребљавано испитивање религиозности засновано на историјским документима тј. на основу списа појединих, знаменитих религиозних личности. Анализа релогиозних списа представља самопосматрање тј. посматрање радњи и реакција код других што је веома појмљиво јер и обично посматрање може бити довољно да се у појединим религиозним појавама уочи нешто ново и значајно. Ипак властито посматрање није довољно поуздано нити довољно јер једно је доживљавање, а друго посматрање. Дуже посматрање није могуће без експеримента. Допуна самопосматрања је посматрање других. Зато метод психологије религије назива Вобермин методом религијско психолошког круга. Њиме се не може решити проблем религије, али он допушта да се питање јасно постави.
Директно самопосматрање се допуњава упоредним психолошким испитивањем као што је поменута анализа религиозних списа и других писмених састава или испитивање појединих ванредних, маркантних случајева. Тај метод екстремних случаја сматра се за претходни ступањ првих експерименталних метода. На прво место долази методично самопосматрање које подразумева оцењивање туђих религиозних појава при чему морамо увек употребити своје сопствено мишљење, каже Џејмс. За критично оцењивање религиозних појава важно је правити разлику између религије, као индивидуалног, личног доживљаја и религије као институције у заједничком животу народа.
За психологију религије је значајна и психолошка анализа поверења, уздања у Бога, наде, кајања и сличних догађаја у вези са религиозним доживљавањем.
У новије време успешно је примењиван и психоаналитички метод такозваних слободних асоцијација: испитивана особа треба, поводом једне дате речи да одмах и слободно каже све што јој падне на памет у вези са задатом речи или религиозним текстом.
Психолошки експеримент омогућава посматрање једног душевног појава под најповољнијим условима. Експирементално посматрање је посматрање под тачно одређеним условима које експериментатор може по својој вољи мењати и тако дотичне појаве приближније одредити. Такође експеримент омогућава понављање сличних душевних појава код различитих особа и проверавањем добијених резултата. Неки су постављали питање да ли су експерименти у психологији религије у правом смислу експерименти или ту имамо само обучено у облик експеримента оно што већ знамо са друге стране. Вунт, као оснивач експерименталне психологије религије спорио је вредност експеримента. По Вунту религија је проблем колективне или социјалне психологије или како је он зове, психологије народа. Гиргензон брани те експерименте против Вунта и наази да су оправдани и неопходни. Он сматра да експеримент не може да замени историјско истраживање и обично самопосматрање, али да продубљује и разјашњава онде где та два метода нису довољна.

## Анализа религиозне свести
Религиозни доживљаји су доживљаји нечега неземаљског или надземаљског, не од овог света. Међутим, ми уместо религиозног доживљаја често имамо само мисли о религији. А те мисли могу бити засноване на сећању својих некадашњих религиозних доживљаја или су само апстрактно знање о религиозним доживљајима. Психолошки је важно да ли је основа религиозног доживљаја само осећање или мисао. Религиозност код једних може бити исказана више интелектуално, а код других више емоционално. Али то нам не даје одговор који је у старој психологији назван религиозним осећањем. А већ тај израз показује да је осећање сматрано за суштину религиозног доживљаја. Ипак са тим се нису слагали теолози, а ни психолози религије данас. Основне функције или елементи религиозног доживљаја нису осећања већ мисли, са једне стране и функција нашег ја са друге стране, каже Гиргензон. Корен религије је у једном емоционалном стању које је у исто време мисао и функција нашег ја. Та функција је доминантан елеменат у свим осећањима одобравања и неодобравања или одбацивања. У одобравању и неодобравању показује се човеков религиозан став, позитиван или негативан. Те функције су најличније од свих функција јер ту цело ја долази у најинтимнији додир са предметом доживљавања. Такви су на пример доживљаји праве, чисте љубави и чистог поверења. Ту је у питању човеков став где је ангажована цела његова личност. Религија као жива душевна сила није само мишљење о Богу, само теорија већ и практична представа воље човекове Богу. Преданост Богу је најдубљи корен религије који лежи са оне стране човекове моћи и воље. Основни религиозни доживљај је један стваралачки, нарочит доживљај који се између ја и религије успоставља један живи, унутрашњи однос. Тај моменат односа сматра се као основни моменат религиозних функција. У најпростијем облику тај доживљај постаје најинтимнија својина онога који га доживљава. Централни религиозни доживљај, вера у Бога није само осећање, ни само воља, ни само мишљење већ потпуна преданост целога ја Богу. У чистом доживљају вере показују се многи степени. Као најнижи степен веровања сматра се доживљај поверења. После долазе степени дубљег и дубљег поверења и најдубљег поверења, до саме преданости Богу.
Мишљење је битан чинилац у религиозном доживљају. Само то није појмовно и логично већ интуитивно мишљење. Религиозна интуиција је слична филозофској или сликарској интуицији. Како каже Делакроа религиозна свест није само осећање већ и један начин мишљења, скуп веровања. Вера настаје онде где престаје знање. Мисао о Богу је наљјдубља интуиција. Да ли тој мисли одговара нешто реално је питање на које одговор даје филозофија религије, а не психологија. Намеће се питање да ли имамо прво осећање или прво идеју Бога- на то се може одговорити да је религиозна интуиција (Бога) и једно и друго.
У психологији религије се говори о различитим стадијима индивидуалног религиозног развића или о степену религиозног удубљивања. На најнижем степену то разумевање је чисто интелектуално, а после настаје виши степен продубљеног разумевања са више или мање неодређеним осећањима и религиозно уживљавање у смисао текста. На највишем степену ступа у акцију цело ја, стапајући се са религиозним предметом у једно. После тога највише доживљавање полако опада и прелази у друге садржаје свести или у вољне одлуке и продужује своје дејство и у несвесном душевном животу. У новијој психологији религији наглашавају се обично функцијална страна религиозног доживљаја више него мисаона. За постанак доживљаја потребни су поред субјективног и индивидуалног и објективни фактори. Религија се не да замислити без иједног објективног фактора у облику речи, проповеди или примера. Најосновнија и најважнија религиозна мисао је мисао о Богу у којој је као каже Грин обично садржан и религиозни поглед на свет. Али само мишљење о религији не чини религију. А човек се задовољи празним речима и кад тврди да верује у Бога, јер је наравно лакше остати на површини него сићи у дубину душе. Религија је доживљај апсолутне реалности на основу осећања апсолутне зависности и ништавости. Вера је најособенији и најдубљи акт нашег духа. Због тога, како каже Шелер, религиозни акт чини човека човеком.
Индивидуални фактор је важан објективни предуслов за за овај или онај ток религиозног доживљаја, за његов постанак и карактер. На првом месту међу претпоставкама унутрашњег развића су доживљај кривице и греха који потичу из тежње ка истинитости и части. Дубока побожност се чак може мерити дубином осећања греха. У свести о греху долази човек до најдубљег сазнања о самом себи. Али у тој свести долази и до најдубљег сазнања Бога. Религиозно разумевање се разликује од обичног безличног интелектуалног разумевања јер је оно претежно интуитивно и сасвим лично. У том погледу је слично етичком и естетичком разумевању. То није разумевање разумом већ срцем и љубављу. Религиозно доживљавање је стваралачко доживљавање које није само процес фантазије већ стваралачка промена човековог ја и понекад потпуни унутрашњи преокрет. Религиозни доживљај утиче на све остале душевне процесе, а има дејство у несвесном или подсвесном душевном животу.

## Индивидуално развиће и преобараћење у вери
Амерички психолози религије, на челу са Старбаком испитивали су нарочито тако звану конверзију, тј.преобраћење у вери, препород у религиозном погледу. Код Страбака који је испитивао поглавито конверзије, нарочито у доба пубертета појам конверзије је схваћен као буђење религиозног интереса које се доводи у везу са извесним, временским одређеним доживљајима. Конверзије су изненадне промене везане за време највећих телесних промена (доба пубертета) коме одговара и конфирмација. Религиозном преобраћању понекад претходе мучне унутрашње борбе и потреси који доводе до више или мање наглих промена и представљају прекид дотадашњег живота. Преобраћење у правом смислу је промена при којој се диспозиције за мучно расположење, афекте и страсти, које се не слажу са религиозним животом, чине да одједном нестају и уступају место осећањима које душу испуњују вишим животом. У сваком случају религиозни преобраћај представља душевни мир и равнотежу после извесног душевног немира и неравнотеже.
Сваки мали напредак у образовању свога ја је у неку руку преобраћај у маломе. Религиозни доживљаји мењају наше ја постепено и стално, али не једном заувек. Ни код најрелигиознијег човека религија није ништа готово већ се мора непрекидно обнављати и поново присвајати. И Старбак разликује два облика преобраћења: један облик који садржи преданост и праштање и други у коме нов живот избија као природна реакција свести о греху или као резултат вољног акта. Међу мотивима за конверзију на првом месту се помиње кајање, а после свест о греху, чежња за Богом и др.
Битно је истаћи да преобраћање не мора увек значити прелаз из невере у веру већ и обратно. Такође постоји и један период сумње у религијски ауторитет. Поред позитивних религиозних догађаја постоје и негативни, поред присвајања религије постоји и њено одбацивање, и не само неверовање већ и непријатељство и мржња према Богу. И најинтезивнији религиозни доживљају пропадају ако се не обнављају.

## Религиозна осећања
Када се говори о психичкој суштини религије онда се поставља питање да ли је религија мисао или осећање или воља. Не треба заборавити да су те три врсте процеса нераздвојне, а нарочито у једну тако компликованом појаву као што је религија која обухвата сав душевни живот.
Када се говори само о осећањима онда то једино може значити да је емоцијална страна толико истакнута да сасвим потискује и скрива друге две стране. Религиозна осећања не могу значити нека чисто афективна стања, потпуно без мисли и сазнања јер таквих стања нема. Религија се зато не може схватити као чисто осећање или чисто расположење. Према Вундерлеу први корен религије је мишљење.
Религиозним осећањима могу се назвати само она осећања која се везују за неки садржај религиозног сазнања. Религиозна осећања нису никаква посебна осећања, јер свако осећање се може односити на религиозни предмет и постати религиозно осећање. Најразноврснија емоцијална осећања могу добити карактер религиозних осећања ако се односе на предмет религије. Појам религизног осећања играо је и игра важну улогу у психологији религије, утолико пре што се осећањима називају и мисли које не могу да буду ближе одређене. Првобитне представе о Богу су врло неодређене и нејасне и утолико више осећања него мисли.
Новија психологија религије покушава да ближе одреди доживљаје који се означавају појмом религиозног осећања. Осећања су уопште секундарни елемент у емпиријској религији. Њена права суштина је у духовном садржају и духовној функцији религиозног доживљавања. У религиозном доживљавању могу се разликовати стања пријатности и стања непријатности. Непријатна стања су : стање бола, туге, јада, немања, чежње, незадовољстав, немира, ништавила, празнине, сиромаштва, нискости, бесмисленог тражења, па после различита осећања страха, осуђивања самог себе и свести о кривици. Као пету, најтамнију групу непријатних религијских осећања наводи Гиргезон мржњу према Богу и Божанскоме. Као пример наводи се Ниче и став пркоса према Богу. Тако песници, попут Гетеа понекад пркосе божанским силама.
Пријатна осећања у религиозном доживљавању су : осећање радости и среће са свешћу о узвишењу, појачању и улепшавању живота. А ту долази и страхопоштовање, па осећање мира и спокоја, осећање наде и поверења у будућност и као пета најпријатнија врста осећања долазе разни облици љубави. Анализа религиозне љубави показала је раличите степен љубави ако религиозног доживљаја. Љубав према Богу значи тежњу ка Највишем и потпуну преданост Божијој вољи. Љубав према Богу није само интелектуална љубав (amor intellectualis) већ и мистичка тежња за сједињавањем са Богом. Чежња за Божанским је у ствари чежња за спасењем од свега земаљског, пролазног и ништавог. Фанатизам је болесно појачање оданости према Богу као потпуно развијено осећање религија има увек карактер задовољства, али тај моменат задовољста може бити тако мало истакнут да се тек индиректно може закључити да он постоји. Најзначајнији елемент тог доживљаја је осећање апсолутне зависности. Осећање човекове од натчовечанске силе је квалитативно различито од свих других осећања зависности, а може имати различите изражајне облике. То осећање зависности Ото назива осећањем створености или створења. То је осећање сопственог ништавила у односу према Богу. Осећање апсолутне зависности није могуће према емпиријском свету и зато то осећање води човека ка апсолутној, надемпиријској реалности. То није осећање зависности од природе, јер и природа зависи од нечег вишег натприродног.

## Осећање светога
Светост је нарочито религиозно осећање које је у вези са препорођајем. Како Џејмс каже светост је уједињење зрелих плодова религиозног живота. Свети човек је онај код кога религиозна осећања чине средиште живота. Светост значи савршенство религиозног живота. Средство за то је аскеза која може имати различите узроке и различите облике као што су пост, бдење и др. Свети човек је сродан генију само је код њега главно делање окренуто у религиозном правцу. Највиши, безгрешни степен светости човек не може постићи. Као специфична, априорна категорија религиознога сматра се свето. Свето је, како неки говоре, идеал религије. У првом реду свето је проблем психологије религије и у новије време оно што је било предмет дубоке и свестарне психолошке анализе. Осећање светога је оно што чини психичку суштину религије. У објективном смислу свето представља највишу вредност и највишу реалност. Свето означава оно што је скроз другачије од свега видљивог, означава силу која је изнад свега другога и природног.
Свето је мистериозно и тајанствено. У суштини сваке религије лежи једна мистерија, једна света тајна. У психолшком смислу религија је мистичко доживљавање тајанственог Апсолутног, као светог. Предмет религије, Бог, доживљава се и у најпримитивнијим религијама као нека сила, али сасвим другачија од свих осталих. Предмети и људи ипсуњени том силом имају нешто што их одваја од свега другог и зато су свети. Носилац те силе може бити камен или дрво и тако је и настао свети камен или свето дрво. Најбезначајније ствари могу постати свети предмет. Бог је у нижим облицима религије једна више или мање неодређена сила, али света. У највишим облицима религије основни религииозни доживљај је највише, свете вредности. Свето је нешто што је другачије, апсолутно страно, чуно, што изазива чуђење. Свето и нечисто могу бити идентични. У том смислу и табу означава свето, а то могу бити нечисте и одвратне ствари. Реч табу се употребљава у етнологији и науци о религији да означи првобитну светост у религиозном, али не у моралном смислу. Свето је нарочита категорија религиозног. Оно означава морални предикат. Ото је свето назвао нумиозним (од латинске речи нумен што значи узвишеност, нешто што је највише). Отова анализа налази у светом прво оно што су стари људи називали свети страх. Божански свет се јавља као нешто душевно, а примитиван човек се плаши од те душевне стварности. Религиозни (нумиозни) страх је осећање нечег страховитог, језивог, а тајанственог, мистериозног и светог. Оно што је најдубље у сваком религиозном доживљају је осећање језовитог тајанства. То је специфично религиозни или нумиозни страх. То је ирационално у идеји о Богу.
Првобитно то је демонски страх који претходи религиозном страху и карактеристичан је за религију примитивних. Њему следују облици тајанственог нагона или нумиозног осећања. Осећање нумиозног је нешто квалитативно сасвим особено што се не да извести ни из каквог другог осећања. Главни моменат у нумиозном је тајна, мистерија је оно је нешто сасвим другачије. Главни појам је тајна, а страховито је споредни појам, али је његова анализа лакша. Религиозан страх у ствари је страхопоштовање, а не обичан страх.
Цео свет је велика тајна, велико чудо. Сам Бог, основни предмет религије је најсветија тајна, највиша и вечна мистерија. Мистерија је скривено, оно што није схваћено, али се позитивно доживљава у нашим осећањима. Тајна у правом смислу је само божанска, света тајна религије. У строго теолошком смислу мистерија означава натприродно како каже Вундерле. По многима (као нпр. по Канту) свето означава морално савршенство. Свето је означавало нешто што је превазилазило како рационални тако и морални моменат. Зато то чисто религиозно значење светога Ото назива нумиозним. Нумиозно је тајанствено и моћно. Оно је у исто време мистерија и моћ, каже Шмаленбах.
Мистерија у смислу тајног и тајанственог култа било је и у прехришћанским временима. И за најважнију хришћанску тајну (причешће) као симбол духовне заједнице са Богом тврди се да је постала под утицајем старих, грчких мистерија. Најзад и сама вера је мистерија.

## Религиозни инстинкт
Религиозни инстинкт или религиозна потреба је у пуном смислу потреба која се налази у основи других потреба. Религиозни инстинкт је сложен из други инстинкта, из страха, радозналости и потчињености. Религиозни инстинкт се може сматрати као нешто елементарно, као један чисто човечански инстинкт, за разилу од других инстинкта или нагона који су заједнички човеку и животињи попут инстинкта самоодржања расе.
Психолошку подлогу религије чини једна тежња или нагон који се не да свести на разум и зато се религија не да рационализовати. Психологија религије има задатак да утврди однос рационалног и ирационалног елемента у идеји Бога. Основни предмет религије, Бог, не може се објаснити из саме рационалне свести јер њену психичку подлогу чини једна нарочита диспозиција, склоност, нагон или тежња ка Богу. У стварању основне религијске идеје, идеје Бога мора се поставити један нарочит религиозан чинилац који је елемент нашег духа, али се не да свести на рационалене елементе. Дефинисани научни појмови и логички закључци и не спадају у суштину религије. Религија није никад чисто ирационална. Деклароа каже да се осећања и разум стално прилогођавају једно другоме.
Предмет религије је трансцендентан тј. далеко изанд овога света, па самим тим превазилази и људски разум. Тај трансцендентални свет је увек ирационалан. Само сазнање не чини суштину религије. Религија се умногоме више састоји од ирационалних него рационалних елемената. На почетку религије је једно осећање, а не само сазнање. Религија није могућа без једне рационалне подлоге, тј.без извесне идеје о Богу.